# Anillos de oro
Anillos de oro (Bagues en or) est une série télévisée espagnole, de 13 épisodes, dirigée par Pedro Masó et écrite par la scénariste et actrice Ana Diosdado. La musique de la série a été composée par Antón García Avril. La série a également été diffusée dans certains pays d'Amérique Latine comme l'Argentine ou le Nicaragua.

## Contexte
La série, dont la première a été diffusée sur Televisión Española (TVE) le 7 octobre 1983, a été écrite et tournée peu après le lancement d'une réforme du Code civil en Espagne, qui a introduit le divorce dans la législation du pays. D'autres questions sensibles à l'époque, telles que l'adultère, l'homosexualité et l'avortement, ont également été abordées.
Anillos de oro se veut le reflet de cette réalité sociale de l'Espagne des années 1980, avec ses contradictions et ses espoirs.

## Intrigue
Lola est une avocate d'âge mûr qui décide de reprendre sa carrière professionnelle après quelques années d'absence du cabinet pour s'occuper de ses enfants Sonia, Dani et Pepa. Pour ce faire, elle s'associe à Ramón, un ami de son mari Enrique, et ils se spécialisent dans les affaires matrimoniales. Pour exercer leur activité, ils louent un appartement dans le centre de Madrid, appartenant à la vieille dame Doña Trini, après le décès de sa sœur, qui était réticente à ce que les affaires de divorce soient traitées dans sa propriété (bien qu'elle ait été prête à permettre à Lola de pratiquer la prostitution à la suite d'une erreur).
Dans des épisodes successifs, les clients défilent dans le cabinet. Ramón et Lola seront les témoins de situations dramatiques, parfois rocambolesques, et de vies brisées. Après un certain temps passé ensemble, Ramón décide de s'installer à New York après la mort d'Enrique.

## Distribution
- Ana Diosdado ... Lola
- Imanol Arias ... Ramón
- Aurora Redondo... Madame Trini
- Xabier Elorriaga ... Enrique
- Nina Ferrer ... Sonia
- Antonio Vico ... Dani
- Pep Munné ... Carlos
- Helena Carbajosa ... Pepa

## Prix et nominations
Prix TP d'Or 1983
| Catégorie                 | Personne                  | Résultat |
| ------------------------- | ------------------------- | -------- |
| Meilleure série nationale | Meilleure série nationale | Gagnante |
| Meilleur acteur           | Imanol Arias              | Gagnant  |
| Meilleure actrice         | Ana Diosdado              | Gagnante |

Fotogramas de Plata 1983
| Catégorie                            | Personne                             | Résultat                    |
| ------------------------------------ | ------------------------------------ | --------------------------- |
| Meilleur(e) interprète de télévision | Imanol Arias Ana Diosdado Ana Marzoa | Candidat Gagnante Candidate |

## Épisodes
- Cuestión de principios
  - Amelia de la Torre
  - Josefina de la Torre
  - Mery Leyva
  - Elisenda Ribas
  - Luisa Sala
  - Jesús Guzmán

- Una pareja
  - Ana Obregón
  - Paula Sebastián
  - Luis Suárez

- A corazón abierto
  - Héctor Alterio
  - Francisco Cecilio
  - Fernando Delgado
  - Paula Martel
  - Ana Torrent
  - María Vico

- Una hermosa fachada
  - Juan Luis Galiardo
  - María Kosty
  - Carmen Martínez Sierra
  - Mónica Randall
  - Susi Sánchez

- Tiempo feliz de caramelo
  - Carmen Elías
  - Emma Ozores
  - José María Rodero

- El país de las maravillas
  - Luis Barbero
  - Luis Escobar
  - María Isbert
  - Ana Marzoa
  - José María Pou
  - Miguel Rellán
  - Manuel Tejada

- A pescar y a ver al duque
  - Mercedes Borqué
  - Queta Claver
  - Margot Cottens
  - Rosalía Dans
  - Tony Isbert
  - Juan Carlos Naya
  - Diana Salcedo

- Cuando se dan mal las cartas
  - José Bódalo
  - Carla Duval
  - Jesús Enguita
  - María Luisa Ponte